# Tras la puerta cerrada
Tras la puerta cerrada  (The Door Between) es una novela publicada en 1937 por Ellery Queen. Se trata de un relato de misterio ambientado fundamentalmente en la ciudad de Nueva York. En español ha sido editada por Planeta y Germán Plaza, y con el título de La puerta intermedia o El misterio de la llave francesa por Editorial Diana en México.

## Argumento
Karen Leith cuya vida y obra tienen un gran parecido con los de la premio Nobel Pearl S. Buck -se crio en Japón y escribe novelas que se desarrollan allí-, pero vive en Manhattan, rodeada por objetos, obras de arte y mobiliario de estilo japonés. Está comprometida para casarse con un famoso investigador sobre el cáncer, el doctor John MacClure. Un día, la hija del médico, Eva, encuentra a Karen con la  garganta cortada en la casa de la escritora en Greenwich Village. Eva misma no tiene ningún motivo para matar a Karen, pero las pruebas que encuentra en la escena sugieren  - incluso en su propia mente - que nadie más podría haberlo hecho. La investigación de Ellery Queen se enfrenta a este enigma y también aparece una sorprendente información acerca de una larga desaparición de Karen Leith. Queen va más allá el velo de las pruebas circunstanciales y descubre no sólo el método con el que se ha producido el crimen  sino, sobre todo, su motivación.

## Valoración crítica
Después de sus primeras diez novelas de misterio con gran éxito popular y la primera de muchas películas, el personaje de Ellery Queen estaba en ese momento firmemente establecido. Tanto el "título de nacionalidad" que era la marca distintiva de sus primeros escritos hasta El misterio de Cabo Español y el "desafío al lector" con el que rompía el límite que le separaba de los lectores invitándoles a descifrar el enigma tras haberles proporcionado todas las pistas idóneas, han desaparecido de las novelas queeneanas en este momento. Los autores Dannay y Lee desarrollaron un Ellery menos omnisciente y de figura más humana,  tal como ya apuntaba en La casa a medio camino.  Tras la puerta cerrada probablemente sea lo más cerca que llegó Ellery Queen al clásico planteamiento de "habitación cerrada" o misterio del  "delito imposible", en el que los hechos evidentes del caso parecen desafiar toda lógica, un tema al que aún volverá en una etapa posterior con El rey ha muerto (1952).